# Kind Hörgeräte
Die Kind-Gruppe (Eigenschreibweise KIND) mit Zentralsitz in Burgwedel (Region Hannover) ist ein Mischunternehmen (Produktion und Einzelhandel) mit verschiedenen Geschäftsfeldern.

## Geschichte
1952 gründeten Inge und Werner Kind in Burgwedel ein Fachgeschäft für Hörgeräte. 1970 übernahm der Sohn und heutige Geschäftsführer, Martin Kind, das Geschäft und gründete ein Filialunternehmen, zu dem nach und nach andere Geschäftsfelder und Firmen hinzukamen. Ebenso ist der Sohn von Martin Kind, Alexander Kind, Geschäftsführer.
2004 erwarb Martin Kind das Hörgerätewerk Audifon, wodurch die Kind-Gruppe, welche bis dahin nur Händler war, auch zum Hersteller wurde.
Seit dem Jahr 2016 erweiterte das Unternehmen sein Geschäftsfeld auf Augenoptik und eröffnete sein erstes Fachgeschäft in Osnabrück. Im Jahr 2017 expandierte das Unternehmen durch die Übernahme weiterer mittelständischer Augenoptiker wie Bajohr aus Einbeck mit 13 Filialen und Emberger mit 18 Filialen in Bayern und Wien. Zum Teil wurden reine Fachgeschäfte für Augenoptik oder kombinierte Geschäfte für Augenoptik und Hörakustik geschaffen. Im Jahr 2020 wurde die 100. Filiale mit Augenoptik eröffnet.
2018 wurde der Bau einer Ausbildungsstätte mit insgesamt mehr als 5.000 Quadratmetern in Burgwedel begonnen; darüber hinaus wurde das Geschäft in Hannover als Flagship-Store gestaltet.
2011 lag der Umsatz bei 150 Millionen Euro, 2017 bei 270 Millionen Euro.
2020 arbeiteten 3.500 Menschen für die Kind-Gruppe.
Im Juni 2025 wurde bekannt, dass das Unternehmen für rund 700 Millionen Euro an den dänischen Konkurrenten Demant verkauft wird, wobei die Marke Kind erhalten bleiben soll.

## Geschäftsfelder
- Kind GmbH & Co KG in Burgwedel. Neben 600 Standorten in Deutschland ist das Filialunternehmen noch mit ca. 120 Fachgeschäften in Armenien, Aserbaidschan, Georgien, Luxemburg, den Niederlanden, Österreich, Polen, Russland, der Schweiz, Singapur, Tschechien und der Ukraine vertreten. Neben Hörgeräten und Hörschutz werden auch Brillen vertrieben.
- Kind Arbeitssicherheit GmbH in Burgwedel ist für Entwurf, Fertigung und Vertrieb von Arbeitsschutzbekleidung zuständig.
- audifon GmbH & Co KG, entstanden aus dem VEB Funkwerk Kölleda bei Weimar (seit 2004),[4] führt die Arbeitsabläufe für Hörgeräte von der Entwicklung des ersten Prototyps über die Serienproduktion bis hin zur Endkontrolle durch. Der Vertrieb der Produkte erfolgt in 65 Ländern. In Deutschland, Bulgarien, Singapur, Tschechien, Usbekistan und den USA verfügt audifon über eigene Vertriebsgesellschaften.

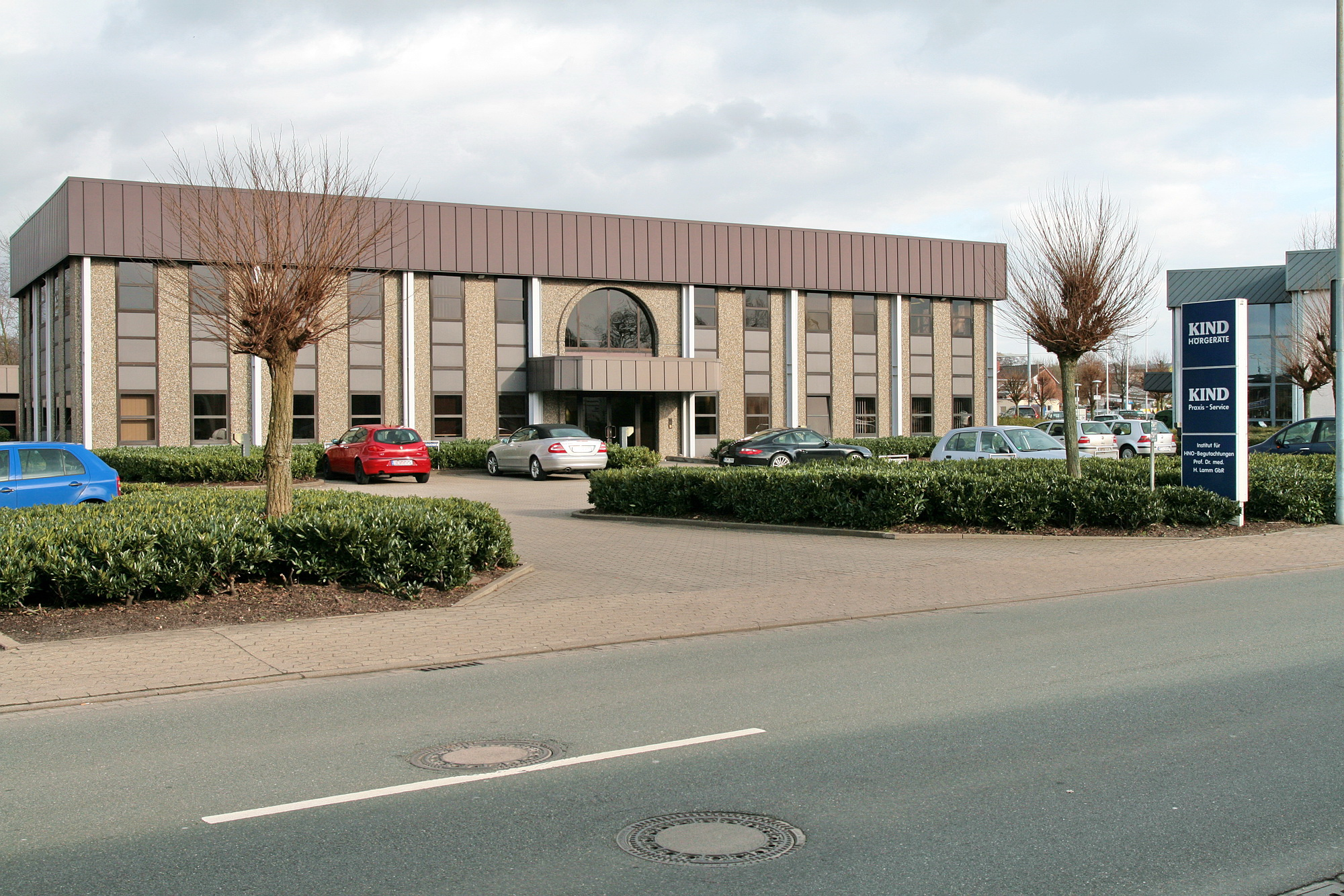
Firmensitz in Burgwedel
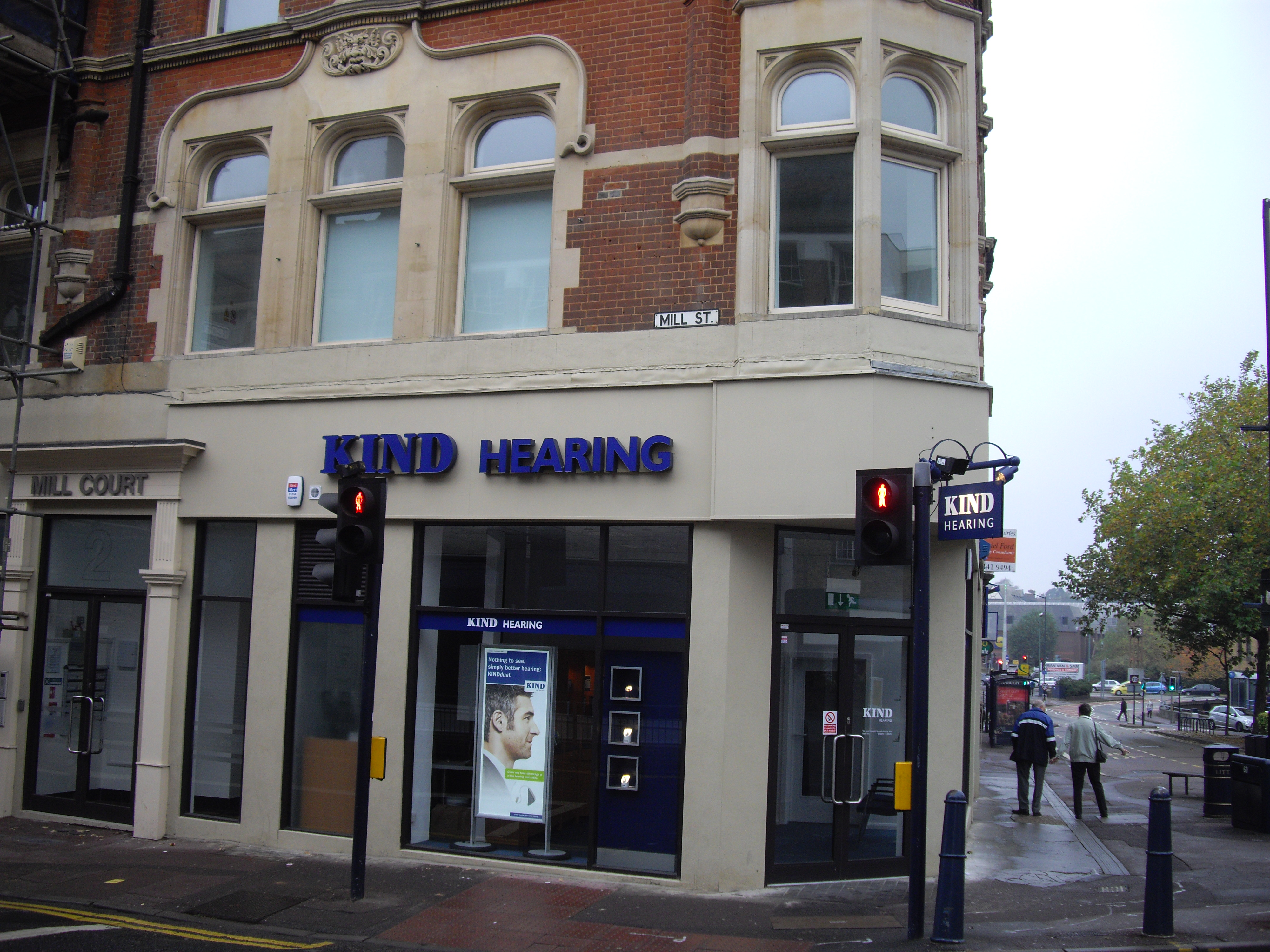
Eine Filiale in Maidstone im Vereinigten Königreich
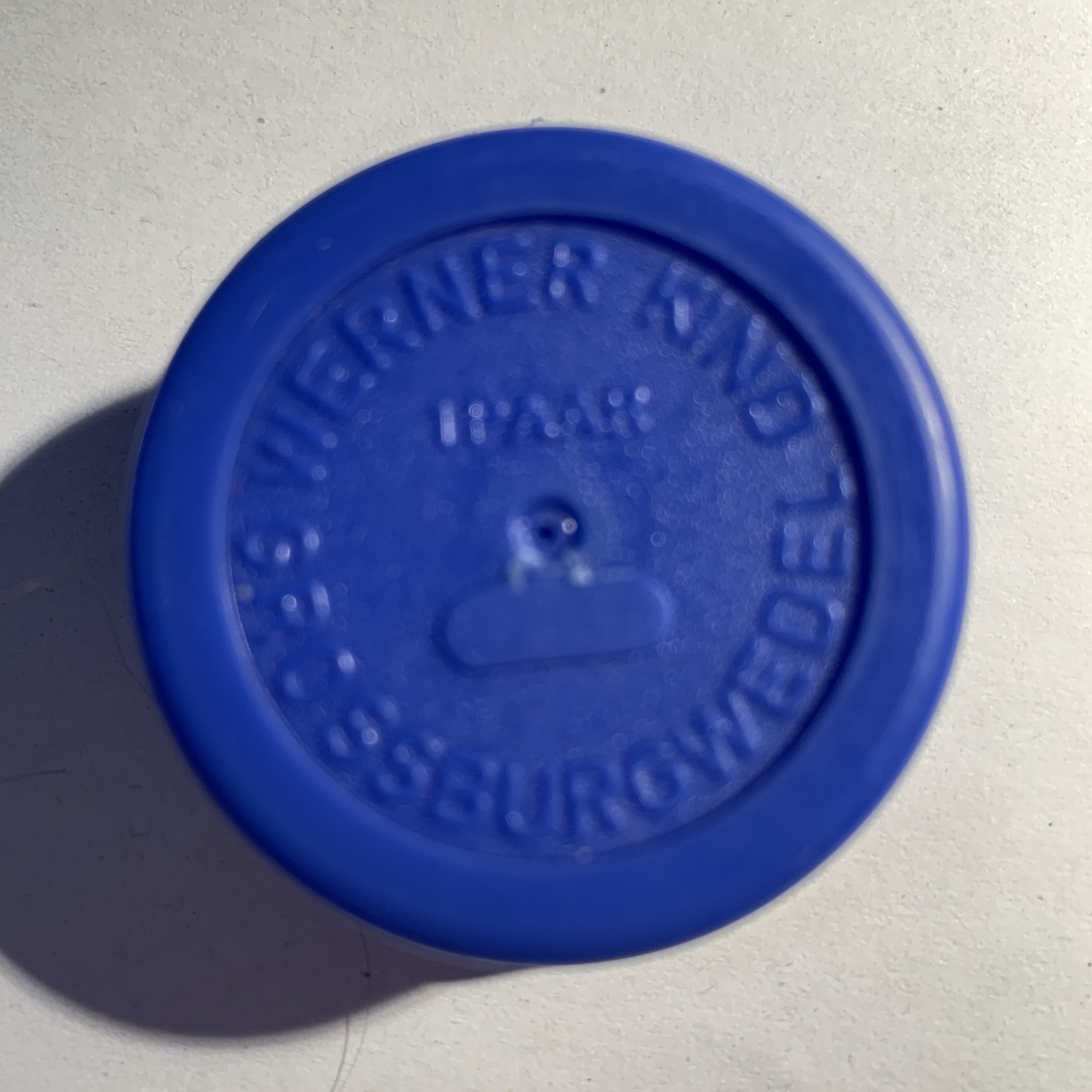
Ohrstöpsel 1980er Jahre …
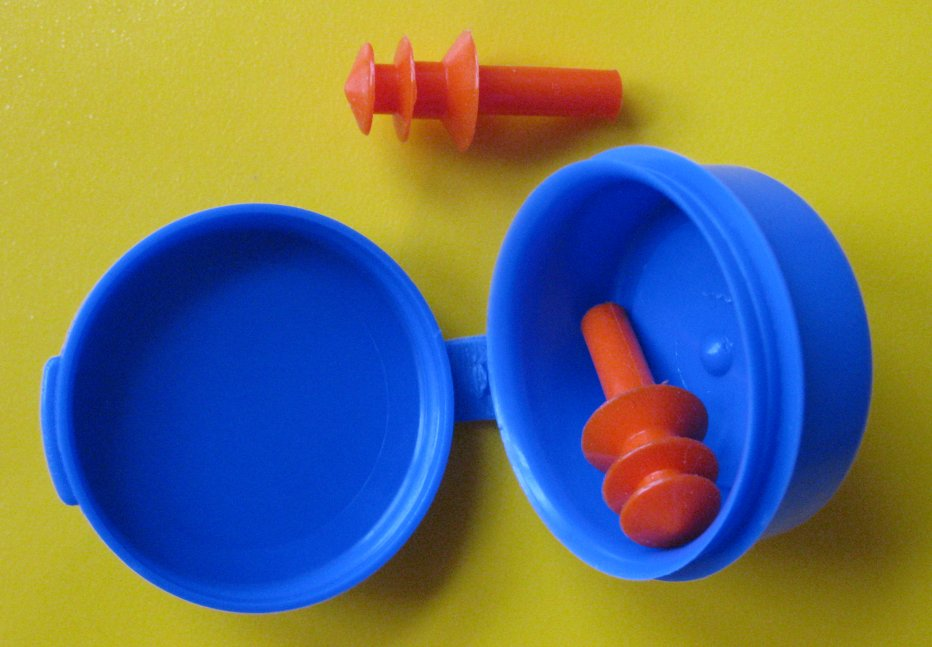
… für die deutsche Bundeswehr